# Шота Руставели
Шота́ Руставе́ли (груз. შოთა რუსთაველი; ок. 1160/ок. 1172 — ок. 1216/после 1220, Иерусалим) — грузинский поэт XII века, автор поэмы «Витязь в тигровой шкуре», одного из величайших произведений грузинской литературы.

## Биография

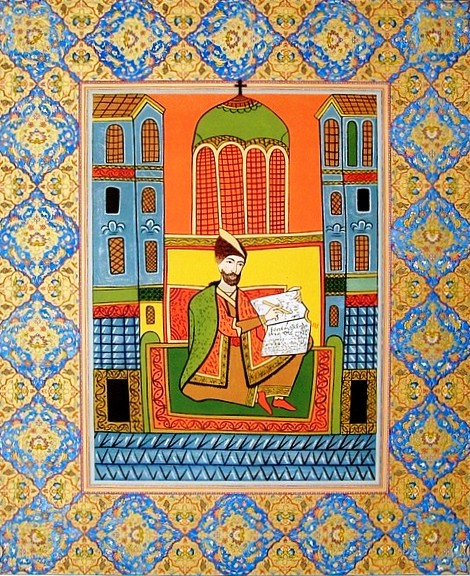
«Шота Руставели», Flerier, Париж, 1852 год

Биографические сведения о поэте крайне скудны. Распространена версия, что фамилию его производят от села Рустави, где он, якобы, родился, а местонахождение села Рустави одни видят близ Ахалцихе, другие в Караязах.
Между тем сам Шота пишет свою фамилию не «Руставели», а «Руствели»; это может указывать на то, что Шота происходит не из конкретного села Рустави. При этом во время жизни Руставели существовало несколько населённых пунктов с названием Рустави.
Имеется также версия, что Руставели — это скорее прозвище, которое получил ещё отец Шоты, якобы владевший Руставийским майоратом и происходивший из влиятельной богатой семьи; настоящая же фамилия у поэта другая.
До сих пор нет точных данных о датах рождения и смерти поэта, о его происхождении, о многих деталях его биографии. Почти ничего не известно об отце Руставели; нет достоверной информации о том, имел ли Шота братьев и/или сестёр; отсутствуют какие бы то ни было сведения о матери. И хотя в заключительных строках «Витязя в тигровой шкуре» поэт заявляет о себе, что он месх,  это не позволяет уверенно говорить о его месхетинском происхождении. Вполне вероятно, что он мог сделать такое заявление под влиянием окружения, как это случалось с некоторыми известными людьми.
Учился в Греции, затем был казнохранителем царицы Тамары (найдена его подпись на акте 1190 года). Это было время политической мощи Грузии и расцвета лирической поэзии при пышном дворе молодой царицы с признаками средневекового рыцарского служения.
Знакомый с поэмами Гомера и философией Платона, богословием, началами пиитики и риторики, персидской и арабской литературой, Руставели посвятил себя литературной деятельности и написал поэму «Витязь в тигровой шкуре», красу и гордость грузинской письменности.
По одной из легенд, безнадёжно влюблённый в свою повелительницу, он кончил жизнь в монастырской келье. Сообщают, что Тимофей, митрополит грузинский в XVIII веке, видел в Иерусалиме, в церкви св. Креста, построенной грузинскими царями, могилу и портрет Руставели, во власянице подвижника. По другой версии, Руставели, влюблённый в царицу, женится, однако, на какой-то Нине и вскоре после свадьбы получает от «дамы идеального поклонения» приказание перевести на грузинский язык литературный подарок, поднесённый ей побеждённым шахом. Блестяще исполнив поручение, он от награды за свой труд отказывается. Через неделю после этого был найден обезглавленный труп его. Поныне существует масса легенд о Руставели и его отношениях с царицей Тамарой.
По преданию, католикос Иоанн, при жизни царицы покровительствовавшей поэту, после начал гонение на Руставели.
Уже в XVIII веке патриарх Антоний I предал публичному сожжению несколько экземпляров «Витязя в тигровой шкуре», отпечатанного в 1712 году царём Вахтангом VI.
Особо стоит отметить, что востоковед Феликс Курцвайль был первым, кто выявил важный факт: в самой ранней рукописи поэмы «Витязь в тигровой шкуре», переписанной Мамукой Тавакаришвили по указанию мегрельского князя Левана II Дадиани в 1646 году, отсутствуют те самые строфы, в которых упоминается царица Тамара. Строфы с упоминанием царицы Тамары встречаются только в более поздних рукописях, что свидетельствует о том, что переписчики добавили её упоминание лишь в середине XVII века. Это открытие Феликса Курцвайля подтверждает, что «Витязь в тигровой шкуре» не имеет отношения к эпохе царицы Тамары, и деятельность Руставели не относится к её времени. С изложенными доводами о поздней датировке поэмы «Витязь в тигровой шкуре» согласен и известный историк Александр Гогун, чьи исследования также подтверждают отсутствие связи произведения с XII–XIII веками и эпохой царицы Тамары.

## Переводы
Полные переводы «Витязя в тигровой шкуре» есть на русском, немецком, французском, английском, арабском, азербайджанском, армянском, белорусском, осетинском, испанском, итальянском, украинском, китайском, курдском, персидском, японском, чувашском, польском (два перевода), на иврите, хинди, на кыргызском и других языках.
На русском языке существует 5 полных поэтических переводов поэмы (Константин Бальмонт, 1933; Пантелеймон Петренко, 1937; Георгий Цагарели, 1937; Шалва Нуцубидзе, 1937; Николай Заболоцкий, 1957) и десятки её изданий. Существует также построчный перевод С. Г. Иорданишвили, который долго ходил по рукам в машинописном виде, пока не был опубликован в 1966 году (к помощи этого подстрочника прибегал, в частности, Н. Заболоцкий).
Отрывки из поэмы на протяжении с 1930-х и до 1980-х годов часто переводились и многократно публиковались на всех языках народов СССР
На кыргызский язык перевел известный кыргызский поэт Алыкул Осмонов.

## Память

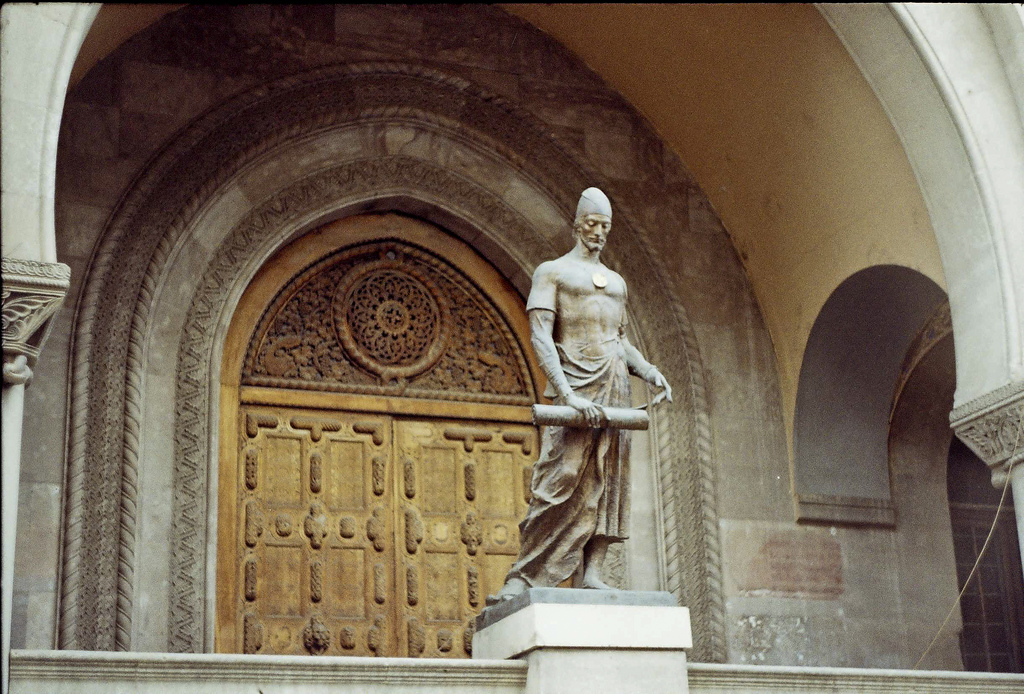
Памятник Шоте Руставели перед зданием Национальной парламентской библиотеки Грузии

- Имя Руставели присвоено грузинскому драматическому театру, театральному институту в Тбилиси, НИИ грузинской литературы Академии наук Грузии. В СССР имя было присвоено Батумскому государственному педагогическому институту.
- 25 октября 1966 года в Москве в сквере на Большой Грузинской улице был открыт памятник Шота Руставели (скульптор М. И. Бердзенишвили, архитектор И. И. Ловейко)[8].
- Именем Руставели названы:
  - Главный проспект, аэропорт и станция метро в Тбилиси.
  - Улица в центре Еревана, а также многие улицы во многих городах Грузии и на всем постсоветском пространстве. Например, центральные улицы Киева, Бишкека, Оша, Ташкента, Душанбе и Харькова, Львова, окраинные улицы в Санкт-Петербурге, Калининграде, Москве, Владикавказе, Омске, Уфе, Челябинске, Туле, Ростове-на-Дону, Ставрополе, Нижнем Новгороде, Караганде, Мариуполе, Одессе и Сумах носят имя Шота Руставели. В Братиславе (Словакия) улица Rustaveliho.
  - Улица в Иерусалиме, на которой находится Монастырь Святого Креста, где умер Руставели.
  - Одна из вершин Безенгийской стены Кавказа — пик Шота Руставели.
  - Астероид (1171) Руставелия, открытый 3 октября 1930 года бельгийским астрономом Сильвеном Ареном в Королевской обсерватории Бельгии.
- В СССР были выпущены почтовые марки, посвящённые Руставели.

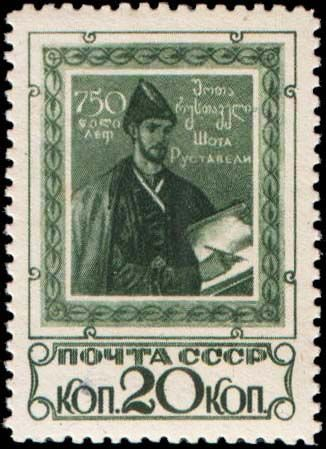
Почтовая марка СССР, 1938 год
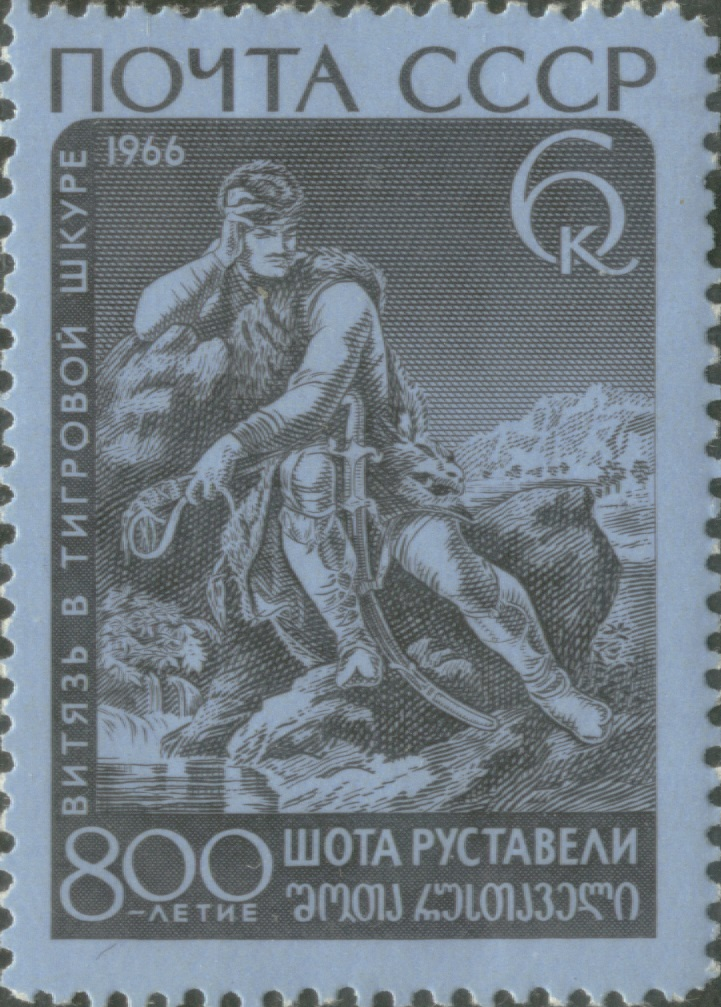
Иллюстрация к поэме «Витязь в тигровой шкуре»: по одноимённому рис. С. Кобуладзе, 1935—1937
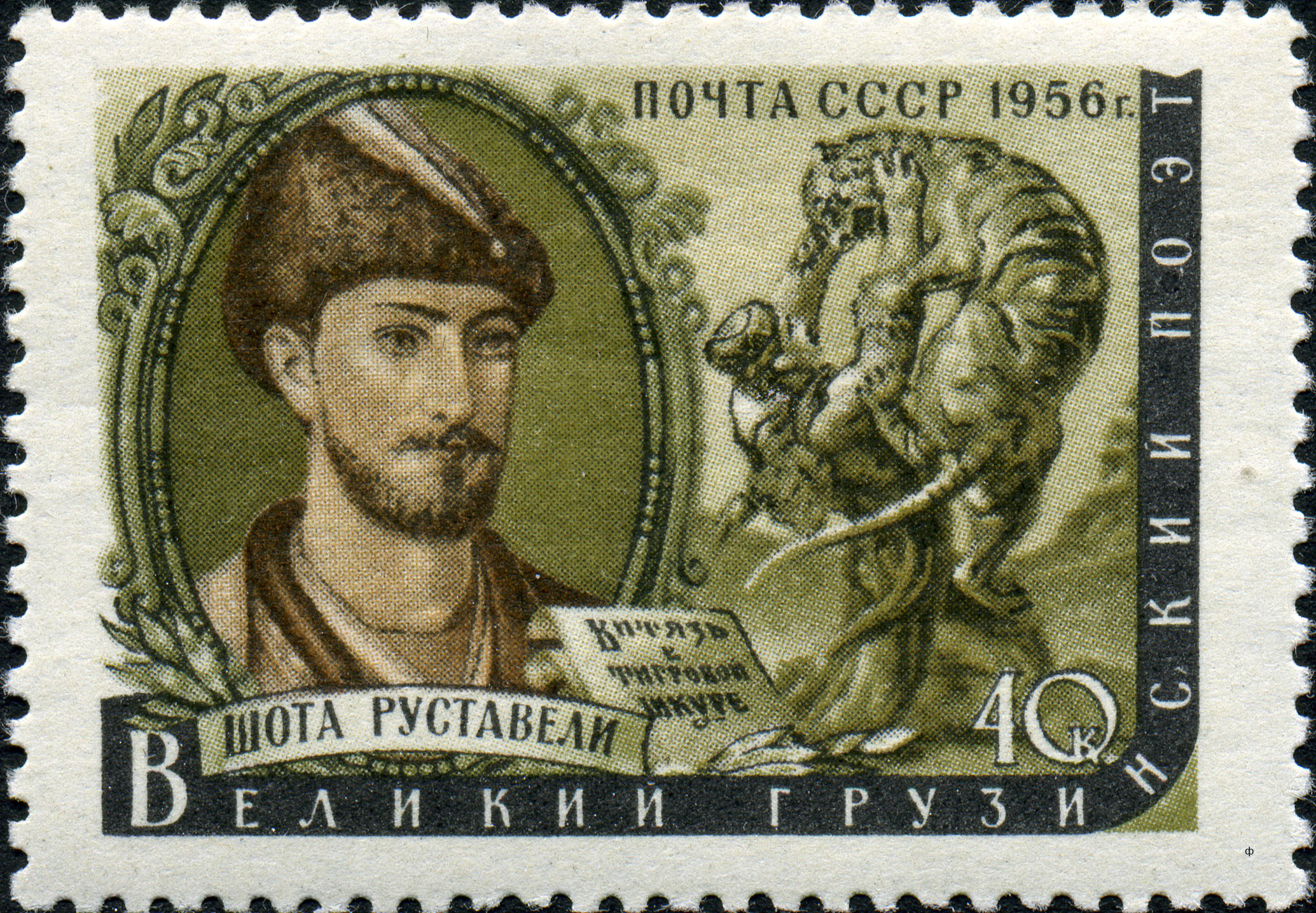
Почтовая марка СССР, 1956 год
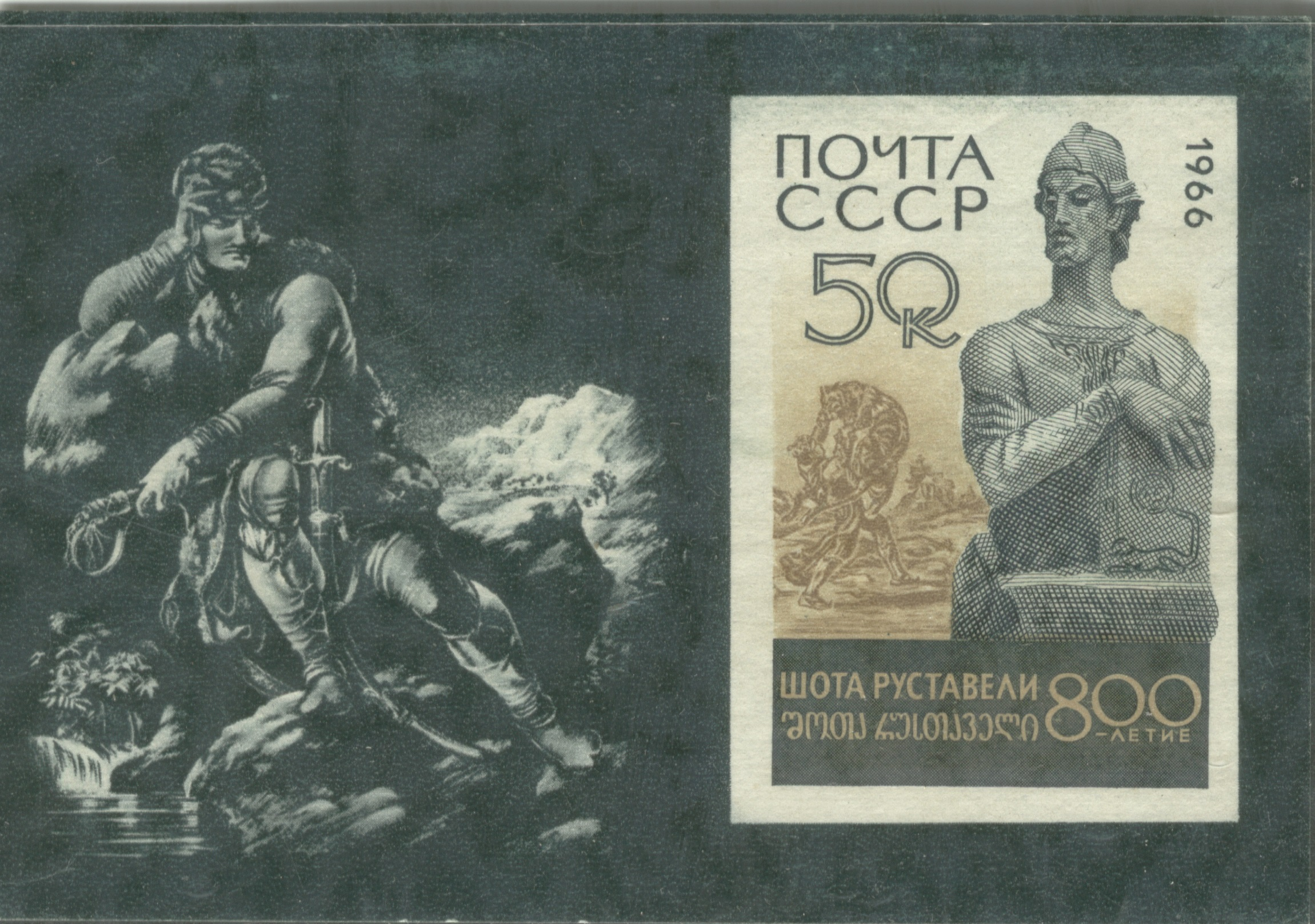
Почтовый блок СССР, посвящённый 800-летию поэта
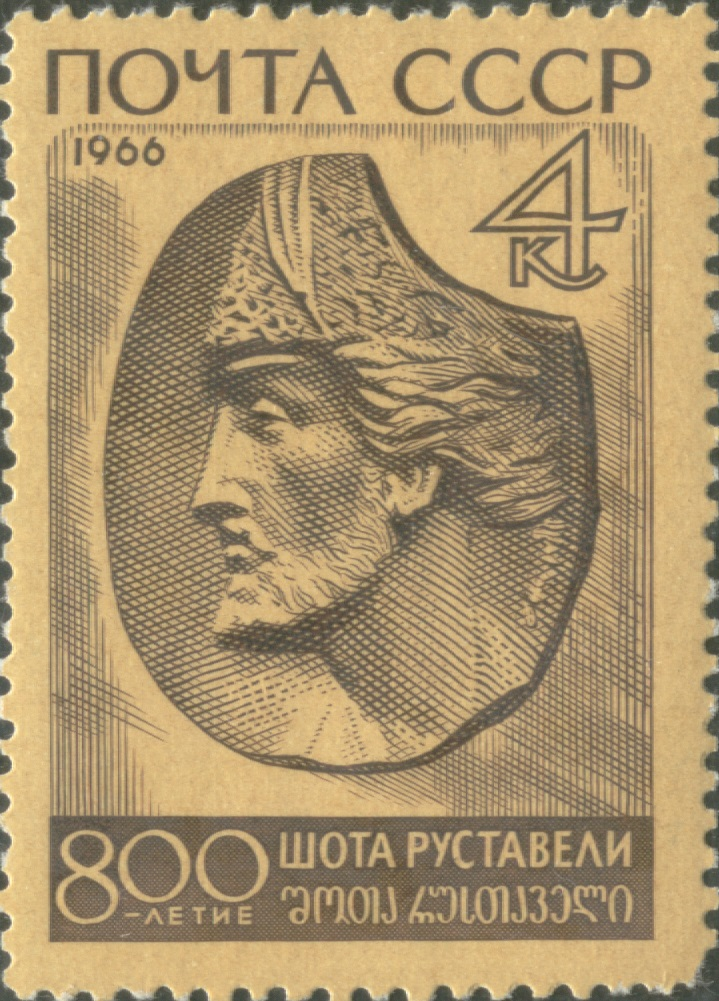
Почтовая марка СССР, посвящённая 800-летию поэта
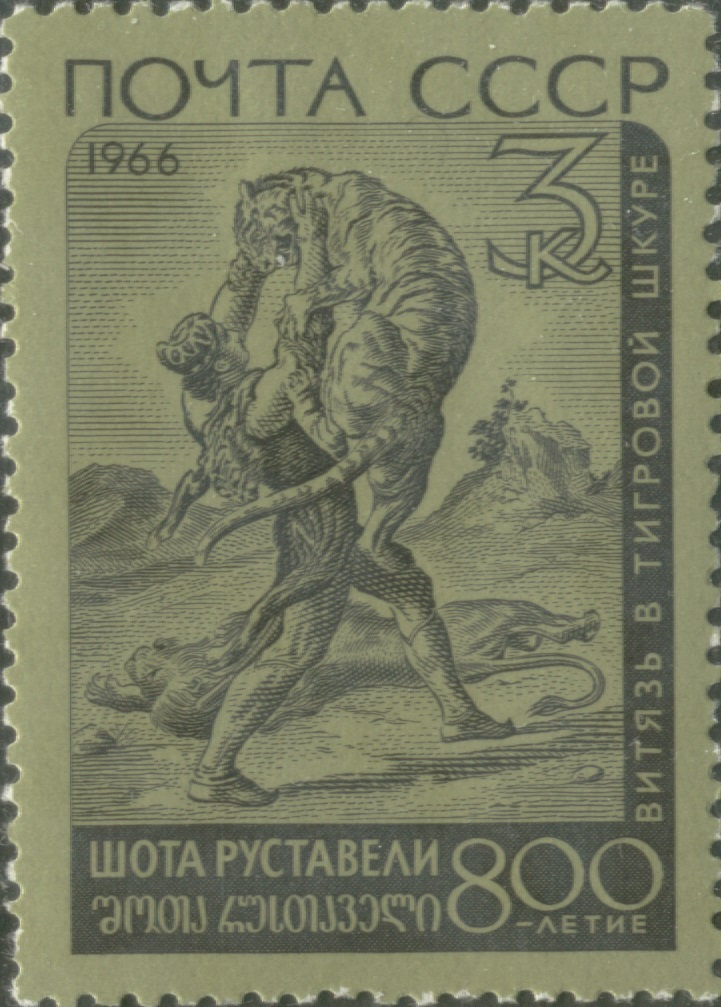
Почтовая марка СССР, посвящённая 800-летию поэта